# Wojciech Rutkowski
Pour les articles homonymes, voir Rutkowski.
Wojciech Rutkowski est un ancien joueur et entraîneur polonais de volley-ball né le 19 novembre 1935 et décédé le 29 mai 1994 à Varsovie (voïvodie de Mazovie). Il totalisait 290 sélections en équipe de Pologne.

## Clubs
| Club           | De        | À         |
| -------------- | --------- | --------- |
| Legia Varsovie | 1951-1952 | 1971-1972 |

## Palmarès
- Coupe du monde
  - Finaliste : 1965
- Championnat de Pologne (5)
  - Vainqueur : 1962, 1964, 1967, 1969, 1970
  - Finaliste : 1956, 1957, 1958, 1959, 1963, 1965, 1966, 1971
- Coupe de Pologne (1)
  - Vainqueur : 1961